# Сниматељ звука
Сниматељ звука је стручно-уметнички сарадник редитеља, који ради на стварању звучне компоненте филма. Укључује се у рад екипе, у оквиру сектора звука, заједно са директором фотографије, сценографом, костимографом и композитором, у фази припрема, када се упознаје са елаборатом филма и његовом основном концепцијом. 
Сниматељ звука учествује у обиласку и одабирању терена, објеката, процењује акустичке особине места снимања, посебно водећи рачуна о присуству нежељене буке. Бира своје сараднике, а у великим серијама добија и другог сниматеља. Са асистентима и микроманима бира и проверава тонску технику (теренске магнетофоне, магнетофонске траке, микрофоне, пецаљке, еластичне држаче микрофона, штитнике за ветар, микрофонске каблове, подне стативе итд.). 
Сниматељ звука одређује концепцију снимања звука, поставку микрофона, начин „пецања“, усклађује свој рад са сниматељем слике у решавању проблема светлости и распореда расветних тела, издаје упутства микроманима и асистентима, припрема тонске траке за плејбек и обавља снимање. У току фазе снимања, стално сарађује са секторима режије, камере, сценографије и костимографије. Поред снимања синхроног дијалога и музике на терену или у студију, обавља и посебна снимања амбијентних шумова, звучних ефеката, офф текстова итд. После сваког снимљеног кадра, редитељу сугерише избор дубла за препис. 
Учествује у преснимавању одабраних тонских дублова и том приликом врши корекцију снимака. Ово преснимавање врши се на основу извештаја сниматеља звука, а тонске материјале на перфомагнетским тракама преузимају монтажер слике и дијалога и монтажер звука (музике и звучних ефеката), да би се, по обављеној монтажи, рад на финалној обради - миксовању звука наставио у тонском студију. У светској кинематографији, у пракси се врши специјализација сниматеља звука, посебно за теренски (сниматељски), а посебно за студијски (миксерски) рад.